# Герцог Ричмонд

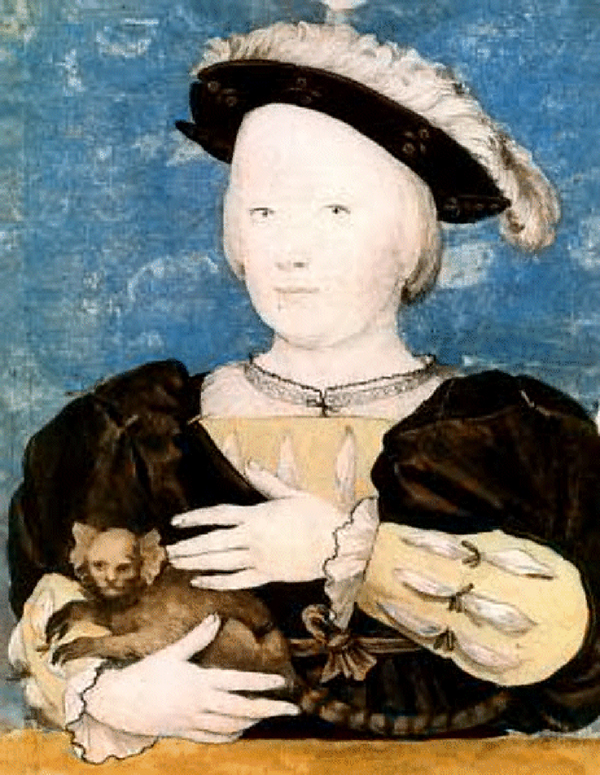
Генрі Фіцрой, 1-й герцог Ричмонд
Ганс Гольбейн молодший, близ. 1525

Ге́рцог Ри́чмонд (англ. Duke of Richmond) — англійський герцогский титул, у 1525 році вперше присвоєний позашлюбному сину Генріха VIII і Елізабет Блаунт Генрі Фіцрою. Титул досі існує.

## З історії титулу
Вперше титул створений у 1525 році для позашлюбного сина Генріха VIII і Елізабет Блаунт, Генрі Фіцроя (повністю — «герцог Ричмонд і Сомерсет»). У 1536 році він помер в 17-річному віці, його рід припинився.
У 1623 році Яків I відновив титул для свого далекого родича, шотландського пера Людовікова Стюарта, герцога Леннокса. Наступного року Леннокс помер і його шотландські титули отримав молодший брат Есме Стюарт, а лінія англійського титулу припинилася. 
У 1641 році Карл I знову відновив титул герцога Ричмонда — для свого племінника Людовіка Стюарта Джеймса, 4-го герцога Леннокса. У 1672 році рід Стюартів-Ленноксів присікся, а з ним припинив успадковуватися і титул герцога Ричмонда.
Нинішня лінія герцогів Ричмонд почалася у 1675 році, коли король Карл II подарував цей титул своєму позашлюбному синові від Луїзи де Керуаль Чарльзу. Чарльз мав прізвище «Леннокс», а через місяць король присвоїв йому шотландський титул герцог Леннокс, таким чином продовживши традицію поєднання цих герцогств, раніше прийняту у законних нащадків Стюартів. У 1734 році син Чарльза, 2-й герцог Ричмонд, успадкував від бабусі, королівської коханки Луїзи де Керуаль, також французький титул герцога д'Обіньї (присвоєний їй Людовіком XIV у 1673 році на прохання Карла II). У 1876 році 6-у герцогу Ричмонд королева Вікторія присвоїла також титул герцог Гордон. Таким чином, Ричмонди одночасно носять чотири герцогські титули (з них три британські), більше, ніж будь-хто у Великій Британії.
Нинішній носій титулу (з 1989) — Чарльз Генрі Гордон-Леннокс, 10-й герцог Ричмонд, 10-й герцог Леннокс і 5-й герцог Гордон (*1929).